# Thecla balzabamba
Thecla balzabamba är en fjärilsart som beskrevs av Goodson 1945. Thecla balzabamba ingår i släktet Thecla och familjen juvelvingar. Inga underarter finns listade i Catalogue of Life.